# Morten Thrane Brünnich
 Der er flere personer med dette navn, se Morten Thrane Brünnich (maler).
Morten Thrane Brünnich (30. september 1737 i København – 19. september 1827 sammesteds) var en dansk zoolog og mineralog, bror til maleren Peter Brünniche og sønnesøn af Peter Jacobsen Brünnich(e), drejer i Roskilde, og ældste søn af portrætmaler Andreas Brünniche (1704-1769) og Margrethe Thrane f. Hvass (1703-1762). Hans hustru, Wibecke f. Schou (16. oktober 1746 – 6. januar 1820), var datter af Niels Schou i Harre Sogn i Salling (gift med en søster til konferensråd Niels Ryberg).
Brünnich undervistes indtil sit 12. år i hjemmet, blev derefter optaget i barns sted af sin onkel Matthias Pløen og kom i 1754 i Københavns lærde skole, hvorfra han dimitteredes i 1757. Det følgende år tog han examen philosophicum og proklameredes samme år som baccalaureus. I 1760 blev han teologisk kandidat og gav sig derefter til at studere naturvidenskaberne, for hvilke han allerede tidligere, især påvirket af Kratzensteins og Oeders forelæsninger, havde haft stor interesse. Særlig beskæftigede Brünnich sig med entomologiske studier, og den første frugt af disse var hans disputats: Prodromus insectologiæ Siællandicæ (1761). 
Året derefter blev han alumnus på Elers Kollegium og fik samtidig opsyn med gehejmeråd Thotts og overauditør Fleischers store privatsamlinger. Han leverede gode entomologiske Bidrag til Pontoppidans Danske Atlas (1763) og udgav samme år Ederfuglens Beskrivelse med tillæg. I 1764 udkom hans Ornithologia borealis og hans Entomologia, det første  videnskabelige arbejde på zoologiens område, der fremtræder på dansk. Hans flid og dygtighed havde henledet formående mænds opmærksomhed på ham, og ved Fleischers, Moltkes og Pontoppidans medvirkning blev han i 1765 udnævnt til lektor i naturhistorie og økonomi ved universitetet. 
Samme år tiltrådte han med kongelig understøttelse en længere udenlandsrejse, på hvilken han bl.a. besøgte gruberne i Cornwall og studerede Middelhavets fiskefauna under et længere ophold i Marseille. Resultatet af disse undersøgelser foreligger i hans Ichthyologia Massiliensis med tillægget Spolia maris Adriatici (1768). I Middelhavet gjorde han betydelige indsamlinger, som des værre gik tabt ved skibets havari. Efter at han havde forladt Dalmatien, gennemrejste han Ungarn og Siebenbürgen for at bese bjergværkerne og vendte derefter (1769) tilbage gennem Tyskland, beriget med fire indholdsrige års erfaringer og kundskaber og hædret af forskellige lærde selskaber. Nogle måneder før sin hjemkomst var han bleven udnævnt til professor i økonomi og naturhistorie ved universitetet, og i november samme år blev han medlem af Videnskabernes Selskab.
Så snart han var vendt tilbage til Danmark, arbejdede han med iver på at anlægge et naturhistorisk museum, thi efter at naturalsalen i Kannikestræde var brændt i 1728, havde universitetet hverken samling eller lokale til en sådan. Ved gehejmeråd Thotts bistand lykkedes det at få indrettet et lokale i Kommunitetsbygningen på Nørregade, og allerede i 1770 var dette færdigt; da naturaliekabinettet på Charlottenborg kort efter blev forenet med de af Brünnich tilvejebragte samlinger, var universitetet nu i besiddelse af et efter datidens fordringer ret anseligt museum. Til brug ved sine forelæsninger udgav han i 1772 Zoologiæ fundamenta, men dermed standsedes hans videnskabelige virksomhed for længere tid. 
Efter Struensees fald blev han beordret til at indtræde i en undersøgelseskommission, der var nedsat i Kongsberg i anledning af nogle klager fra ar bejderne, og dette hverv varede i tre år. Da han efter den tids forløb vendte tilbage til København, blev hans gage forhøjet til 900 Rdl., og han blev derved sat i stand til at gifte sig (14. februar 1776). I 1782 udkom 1. bind (folio) af hans arbejde: Dyrenes Historie og Dyresamlingen udi Universitetets Naturtheater, men fortsættelsen, til hvilken han havde gjort omfattende forberedelser, udkom aldrig. På grund af ugunstige pekuniære forhold måtte han nemlig i 1784 indtræde i Bjergværkskollegiet og ofre megen tid i dettes tjeneste, og i 1788 måtte han efter kongelig befaling foretage en rejse til Norge i forening med Dr. Momsen for at undersøge de søndenfjeldske bjergværker. Da han endelig kort efter sin hjemkomst udnævntes til overbergkommissær og fik det vanskelige hverv at bringe Kongsberg Sølvværk, som i flere år havde haft betydelig underbalance, på fode igjen, afbrød han med tungt hjerte sine zoologiske undersøgelser, rejste i 1789 til Kongsberg og helligede sig med sin sædvanlige energi til de nye opgaver, der var stillede ham. Samme år blev han etatsråd.
Manuskript, tegninger og de allerede stukne kobbere til hans dyrehistorie brændte tillige med hans bibliotek i Københavns brand 1795. Brünnichs virksomhed blev fra nu af mest af praktisk natur, men han høstede ikke den tilfredshed deraf, som hans trofaste og ihærdige arbejde fortjente. I 1814 vendte han tilbage til København, hvor han trods sin høje alder genoptog sin litterære virksomhed og i 1819 udgav sine Historiske Efterretninger om Norges Bjærgværker. I sit 89. år publicerede han 1. Del af sit arbejde om Kongsberg Sølvværk og endte sit dådrige og for videnskaben betydningsfulde liv i en alder af 90 år. Han er begravet i Helligåndskirken. Der findes portrætter af Jens Juel 1799  (Universitetsbiblioteket) og C.W. Eckersberg 1824 (Frederiksborgmuseet) samt af ukendt 1804.